# Oliver Mintzlaff
Oliver Mintzlaff (Lipsia, 19 agosto 1975) è un dirigente sportivo ed ex mezzofondista tedesco.

## Biografia

### Atletica leggera
Mintzlaff partecipò a 2 importanti eventi internazionali nella sua carriera da atleta: i Campionati del mondo di mezza maratona 1998 a Uster, in Svizzera, e quelli dell'anno successivo a Palermo, nei quali terminò la competizione al 5º posto.
Partecipò inoltre ai campionati tedeschi del 2000 nella mezza maratona, arrivando 9º, e in quelli del 2002 nei 10000 metri piani, concludendo 4º.
Nel 2005 ha vinto la competizione di 10 km delle maratone costiere ed è stato vice-campione tedesco di corsa campestre.

### Marketing
Dal 2002 al 2008 ha collaborato con la multinazionale Puma per abbigliamento sportivo, ed è stato direttore dell'azienda tedesca Ferber Marketing.

### Calcio
Il 1º gennaio 2014 lavorò per la Red Bull e coordinò le attività calcistiche di gruppo del Head of Global Soccer, Il 12 giugno 2014 diventò CEO del RB Lipsia, e per la stagione 2016-2017 il club fu promosso storicamente nella Bundesliga, terminando il campionato al 2º posto, valido per la qualificazione alla Champions League. Il 4 novembre 2022 annuncia le sue dimissioni come amministratore delegato con effetto dal 15 corrente mese, continuerà ad essere responsabile del club e sarà a disposizione del club come membro del consiglio di sorveglianza.
Dopo la débâcle della nazionale tedesca al campionato del mondo 2022, il 13 dicembre entrò a far parte, con Karl-Heinz Rummenigge, Rudi Völler, Oliver Kahn e Matthias Sammer, del pool istituito dalla federazione calcistica tedesca (DFB) onde seguire il processo di ricostruzione della squadra.